# Бондаревский, Игорь Захарович
И́горь Заха́рович Бондаре́вский (12 мая 1913, хутор Самсонов, станица Новониколаевская, область Войска Донского — 14 июня 1979, Пятигорск) — советский шахматист, гроссмейстер (1950). Заслуженный мастер спорта СССР (1948). Заслуженный тренер СССР (1966). Гроссмейстер ИКЧФ (1961).

## Биография
Родился 12 мая 1913 года на хутор Самсонов станицы Новониколаевской области Войска Донского, по образованию – инженер-экономист.
Шахматами увлёкся в 12 лет, в молодости принимал участие в городских соревнованиях, был чемпионом Ростова-на-Дону. С 1930 года — руководитель шахматного кружка в ростовском Дворце пионеров.
В 1937 впервые сыграл в чемпионате СССР. Всего участвовал в 9 чемпионатах, в 1940 завоевал звание чемпиона СССР. Участник матч-турнира за звание абсолютного чемпиона СССР в 1941 году против Василия Смыслова и Михаила Ботвинника. Участвовал в межзональном турнире 1948, вышел в турнир претендентов, в котором не смог сыграть из-за болезни.
С 60-х годов редко выступал в соревнованиях, занимаясь тренерской и литературной деятельностью. Был тренером многих сильнейших гроссмейстеров СССР, в том числе Бориса Спасского в период его борьбы за звание чемпиона мира - в 1969-1972 годах.
С 1966 года жил и работал в Пятигорске.
Участвовал в турнирах по переписке. Автор дебютных разработок в ферзевом гамбите (система Тартаковера — Макогонова — Бондаревского).
Жена И. З. Бондаревского – известная шахматистка Валентина Козловская.
Скончался 14 июня 1979 года в Пятигорске.

## Награды, звания
- Орден «Знак Почёта» (27.04.1957) — «за успехи, достигнутые в деле развития массового физкультурного движения в стране, повышения мастерства советских спортсменов, и успешное выступление на международных соревнованиях»
- Заслуженный тренер СССР
- Гроссмейстер ИКЧФ (1961)
- Международный арбитр (1954)

## Спортивные результаты
| Год         | Город                    | Турнир                                                                         | +  | − | =  | Результат  | Место             |
| ----------- | ------------------------ | ------------------------------------------------------------------------------ | -- | - | -- | ---------- | ----------------- |
| 1930        | Ростов-на-Дону           | Показательный турнир (с участием Н. Д. Григорьева)                             |    |   |    |            |                   |
| 1934        | Москва                   | Чемпионат РСФСР (групповой турнир)                                             |    |   |    |            |                   |
|             |                          | (финал)                                                                        |    |   |    | 2½ из 5    | 3—4               |
| 1935        | Горький                  | Чемпионат РСФСР                                                                |    |   |    |            | 6—7               |
| 1936        | Ленинград                | Всесоюзный турнир I категории памяти Л. Я. Савицкого                           |    |   |    |            |                   |
| 1937        | Москва                   | Международный турнир (в рамках гастролей Р. Файна)                             | 2  | 4 | 1  | 2½ из 7    | 7—8               |
|             | Тбилиси                  | 10-й чемпионат СССР                                                            | 5  | 5 | 9  | 9½ из 19   | 10—12             |
| 1938        | Ленинград                | Полуфинал 11-го чемпионата СССР                                                | 8  | 4 | 5  | 10,5 из 17 | 3—5               |
| 1939        | Ленинград — Москва       | «Тренировочный» международный турнир                                           | 2  | 9 | 6  | 5 из 17    | 17                |
|             | Ленинград                | 11-й чемпионат СССР                                                            | 6  | 3 | 8  | 10 из 17   | 6                 |
| 1940        | Киев                     | Полуфинал 12-го чемпионата СССР                                                | 7  | 3 | 6  | 10 из 16   | 3                 |
|             | Москва                   | Всесоюзный турнир кандидатов в мастера спорта                                  |    |   |    |            |                   |
|             | Москва                   | 12-й чемпионат СССР                                                            | 10 | 2 | 7  | 13½ из 19  | 1—2               |
| 1941        | Ленинград — Москва       | Матч-турнир на звание абсолютного чемпиона СССР                                | 3  | 7 | 10 | 8 из 20    | 6                 |
|             | Ростов-на-Дону           | Тренировочный турнир                                                           |    |   |    |            |                   |
|             | Ростов-на-Дону           | Тренировочный матч с И. Е. Болеславским                                        |    |   |    |            | [ 5 ]             |
| 1942        | Бухарест                 | Матч с О. Троянеску                                                            |    |   |    |            |                   |
| 1944 / 1945 | Москва                   | Первенство Москвы                                                              | 7  | 5 | 4  | 9 из 16    | 5—6               |
| 1945        | Москва                   | Полуфинал 14-го чемпионата СССР                                                | 7  | 4 | 4  | 9 из 15    | 6                 |
|             | Москва                   | 14-й чемпионат СССР                                                            | 5  | 3 | 9  | 9½ из 17   | 4—6               |
| 1945        |                          | Радиоматч СССР — США (6-я доска, против Г. Стейнера)                           | 0  | 1 | 1  | ½ из 2     |                   |
| 1946        | Москва                   | Первенство Москвы                                                              | 5  | 5 | 5  | 7½ из 15   | 8—11              |
|             |                          | Радиоматч СССР — Великобритания (против Дж. Эйткена)                           | 2  | 0 | 0  | 2 из 2     |                   |
|             | Прага — Москва           | Матч Москва — Прага (схевенингенская система)                                  | 3  | 2 | 7  | 6½ из 12   |                   |
|             | Москва                   | Матч СССР — США (8-я доска, против А. Кевица)                                  | 0  | 1 | 1  | ½ из 2     |                   |
|             | Москва                   | Матч с В. В. Рагозиным                                                         | 3  | 7 | 2  | 4 : 8      |                   |
|             | Москва                   | Полуфинал 15-го чемпионата СССР                                                | 6  | 1 | 10 | 11 из 17   | 4—5               |
| 1947        | Ленинград                | 15-й чемпионат СССР                                                            | 6  | 1 | 12 | 12 из 19   | 3—4               |
|             | Ереван                   | Чемпионат Армянской ССР                                                        |    |   |    | 9½ из 11   | 1                 |
|             | Лондон                   | Матч Великобритания — СССР (против У. Уинтера)                                 | 1  | 0 | 1  | 1½ из 2    |                   |
|             | Пярну                    | Турнир советских шахматистов                                                   | 1  | 2 | 10 | 6 из 13    | 9                 |
|             | Москва                   | Турнир памяти М. И. Чигорина                                                   | 3  | 5 | 7  | 6½ из 15   | 11                |
| 1948        | Москва                   | 16-й чемпионат СССР                                                            | 4  | 3 | 11 | 9½ из 18   | 6—9               |
|             | Стокгольм (Сальтшобаден) | Межзональный турнир                                                            | 5  | 3 | 11 | 10½ из 19  | 6—9               |
| 1949        | Ленинград                | Полуфинал 17-го чемпионата СССР                                                | 4  | 0 | 13 | 10½ из 17  | 1—2               |
| 1950        | Щавно-Здруй              | Мемориал Д. Пшепюрки                                                           | 9  | 3 | 7  | 12½ из 19  | 5—6               |
|             | Ленинград                | Полуфинал 18-го чемпионата СССР                                                |    |   |    |            |                   |
|             | Москва                   | 18-й чемпионат СССР                                                            | 4  | 5 | 8  | 8 из 17    | 12—13             |
| 1951        | Ленинград                | Полуфинал 19-го чемпионата СССР                                                |    |   |    |            |                   |
|             | Москва                   | 19-й чемпионат СССР                                                            | 4  | 5 | 8  | 8 из 17    | 12—13             |
| 1952        | Ленинград                | Полуфинал 20-го чемпионата СССР                                                |    |   |    |            |                   |
| 1953        | Гагра                    | Тренировочный турнир советских гроссмейстеров                                  | 0  | 3 | 2  | 1 из 5     | [ 7 ]             |
| 1954        | Горький                  | Полуфинал 22-го чемпионата СССР                                                | 4  | 5 | 11 | 9½ из 20   | 12—13             |
| 1955        | Лодзь                    | Матч Польша — СССР (полуфинал командного первенства Европы, против Ю. Громека) | 2  | 0 | 0  | 2 из 2     |                   |
| 1959        | Москва                   | II Спартакиада народов СССР                                                    |    |   |    |            |                   |
| 1960/1961   | Гастингс                 | Международный турнир                                                           | 3  | 0 | 6  | 6 из 9     | 2                 |
| 1961        | Ростов-на-Дону           | Мемориал М. И. Чигорина                                                        | 1  | 3 | 7  | 4½ из 11   | 10                |
|             | Будапешт                 | Матч Будапешт — Ленинград (3-я доска, против Г. Барцы)                         | 1  | 1 | 2  | 2 из 4     |                   |
| 1962        | Ленинград                | Матч Ленинград — Будапешт (против И. Билека)                                   | 1  |   |    |            |                   |
| 1963        | Харьков                  | Полуфинал 31-го чемпионата СССР                                                |    |   |    |            |                   |
|             | Ленинград                | 31-й чемпионат СССР                                                            | 2  | 8 | 9  | 6½ из 19   | 18—19             |
| 1964        | Сочи                     | Мемориал М. И. Чигорина                                                        | 6  | 5 | 4  | 8 из 15    | 9                 |
|             |                          | СОРЕВНОВАНИЯ ПО ПЕРЕПИСКЕ                                                      |    |   |    |            |                   |
| 1958—1961   |                          | 3-я Олимпиада по переписке (сборная СССР, 1-я доска)                           |    |   |    | 7 из 9     | команда — чемпион |
| 1962—1964   |                          | 4-я Олимпиада по переписке (сборная СССР, 2-я доска)                           |    |   |    | 6½ из 8    | команда — чемпион |

## Книги
- 20 партий XII Всесоюзного шахматного первенства. — Ростов-на-Дону, 1941. — 112 с.
- Советские шахматисты в США, Англии, Швеции. — М.: Физкультура и спорт, 1955. 216 с.
- Межзональный шахматный турнир. Гётеборг, 1955 г. — М.: Физкультура и спорт, 1957. — 207 с.
- Комбинации в миттельшпиле. — М.: Физкультура и спорт, 1960. — 80 с. (Библиотечка начинающего шахматиста). (Есть переиздания)
- Атака на короля. — М.: Физкультура и спорт, 1962. — 112 с. (Библиотечка начинающего шахматиста).
- Борис Спасский штурмует Олимп. — Калуга, 1966. — 163 с.
- Учитесь играть в шахматы. — Л.: Лениздат, 1966. — 80 с.
- Петросян — Спасский, 1969. — М.: Физкультура и спорт, 1970. — 184 с. (В соавторстве с И. Е. Болеславским)